# Home Sweet Home (The Walking Dead)
«Hogar Dulce Hogar» —título original en inglés: «Home Sweet Home»— es el décimo séptimo episodio y a su vez estreno de la tercera parte de la décima temporada de la serie de televisión The Walking Dead y a su vez es el episodio 148 en general. Estuvo dirigido por David Boyd y en el guion estuvieron a cargo por Kevin Deiboldt y Corey Reed, el episodio se lanzó a través de la plataforma de transmisión AMC+ el 21 de febrero de 2021 y se transmitió por televisión el AMC el 28 de febrero y la cadena FOX Channels hizo lo propio en Hispanoamérica y España el 1 de marzo de 2021.

## Trama
Mientras Maggie mata a un susurrador zombificado y comienza una conversación con Judith, Negan aparece y este le explica que fue liberado. Poco después, Maggie descubre que la Colonia Hilltop fue carbonizada por los Susurradores. Carol revela que liberó a Negan y que este estaba infiltrado con los Susurradores, que los acompañó en el ataque a Hilltop y que asesinó a Alpha.
Mientras tanto, el grupo decide buscar un refugio seguro y, al encontrarlo, descubren que estaba infestado por caminantes pero logran someterlos con éxito. Por la noche Maggie habla con Daryl sobre sus momentos tristes y revela que su hijo le preguntó sobre el hombre que asesinó a su padre, tras lo cual ella le dice con tristeza que no puede convivir con Negan. Al día siguiente, Maggie le reprocha a Kelly haber dejado su puesto pero Daryl le explica que está buscando a su hermana. El grupo decide volver a su guarida pero detectan una cortina de humo que se encuentra justo en ese mismo lugar. Este hecho fue provocado por un hombre perteneciente a un grupo que acosa a la gente de Maggie. Al llegar a la cabaña, no logran encontrar a Hershel Jr. y encontraron a dos miembros del grupo de Maggie carbonizados y Cole le revela a Daryl sobre los Enterradores, un grupo que destruyó su casa. Daryl y el resto del grupo se separan y comienzan su búsqueda.
Maggie logra reunirse con su gente cuando de repente un disparo silencioso mata a uno de los suyos. El grupo comienza a escapar de los disparos, buscando un escondite y, de repente, el atacante embosca y asesina a otros dos miembros del grupo de Maggie. Uno de ellos, antes de morir le da las señales del lugar de donde proviene el disparo. Daryl y Maggie comienzan a pelear con el bandido, Maggie logra dar con este y ambos tienen una pelea en la que el Enterrador logra tener ventaja, cuando Daryl aparece y acto seguido la salva, pero resulta ser sometido. Cuando ambos se levantan aparece Kelly y lo hiere en el pecho con la ballesta de Daryl. De repente el segador logra ser sometido e interrogado por Maggie, pero no antes de que él decida suicidarse usando una granada, poco después finalmente Maggie logra encontrar a Hershel. Más tarde, Maggie agradece a Kelly por lo que hizo con Elijah y ambos comienzan a hablar de sus hermanas. De repente el grupo decide volver a la zona segura de Alexandria, donde Carol aparece reconstruyendo las paredes que fueron destruidas por los Susurradores.

## Producción
A partir de este episodio, Ryan Hurst (Beta) se eliminó de los créditos iniciales. Entre los cambios se incluye que Lauren Cohan (Maggie Greene) sea promovida de nuevo al elenco principal ya que su nombre vuelve a aparecer en los créditos iniciales.

## Recepción

### Calificaciones
"Home Sweet Home" recibió 2,89 millones de espectadores, por encima de la calificación del episodio anterior.

### Recepción crítica
En su emisión inicial, "Home Sweet Home" recibió críticas positivas. En Rotten Tomatoes, el episodio tiene un índice de aprobación del 88% con una puntuación media de 6,94 sobre 10 según 16 reseñas. El consenso crítico del sitio dice: "Sigue siendo turbio si estas cuotas de bonificación tendrán vida propia, pero "Home Sweet Home" devuelve graciosamente a Lauren Cohan al redil".
Paul Tassi de Forbes dijo que "Home Sweet Home" fue un "episodio bastante sólido", incluso si no explicaba completamente "dónde estaba Maggie". De Comicbook.com, Cameron Bonomolo le dio al episodio cuatro estrellas de cinco, escribiendo que fue capaz de resaltar "la humanidad de las personas que sobreviven en un mundo de muertos". El crítico de IGN Matt Fowler le dio una calificación de 6/10, diciendo que el episodio fue una "revisión algo aburrida del resentimiento y la ira de Maggie hacia Negan. Es una emoción comprensible para ella continuar revolcándose, claro, pero como espectadores estamos años más allá de esto ahora, en el programa y en la vida real, dejando este intento de recuperar el hilo como desdentado". Comic Book Resources consideró que el episodio era innecesario y se preguntó si los últimos episodios de la décima temporada serían "simplemente flotar esperando que comience la última temporada".
Alex McLevy escribiendo para The A.V. Club, le dio al episodio una calificación de "B-" y dijo que contenía "introducciones incómodas" y "aspectos interesantes" de un episodio realizado durante la pandemia de COVID-19. El escritor de Den of Geek Ron Hogan le dio a "Home Sweet Home" tres estrellas de cinco, escribiendo que "la sólida escritura de la temporada 10 continúa adelante después de una reintroducción sólida, pero poco espectacular, de un personaje favorito de los fanáticos". De Vulture, Richard Rys también le dio al episodio tres estrellas de cinco, y dijo que el episodio lo dejó con muchas preguntas.